# Milícia Nacional de FET y de las JONS
La Milícia Nacional de FET y de las JONS va ser una organització paramilitar que va existir a Espanya entre 1937 i 1944, durant els primers anys de la Dictadura franquista. Adscrita teòricament al partit únic del règim, tanmateix la milícia estava subordinada a l'Exèrcit.

## Història
Després de l'esclat de la Guerra civil en la zona revoltada havien actuat diverses milícies de partit —falangistes, carlistes o monàrquics. No obstant això, després de la promulgació de l'anomenat «Decret d'Unificació» (abril de 1937) tots els partits van desaparèixer i es va establir un partit únic —Falange Española Tradicionalista y de las JONS— i la majoria d'antigues milícies havien d'integrar-se en una nova «Milícia Nacional». En el decret es deia respecte a aquesta milícia:
| « | Article tercer. Queden foses en una sola Milícia Nacional les de Falange Española i de Requetès, conservant els seus emblemes i signes exteriors. A ella s'incorporaran també, amb els honors guanyats en la guerra, les altres milícies combatents. La Milícia Nacional és auxiliar de l'Exèrcit. | » |

Francisco Franco, cap de l'Estat i del partit únic, va assumir la prefectura suprema de la milícia l'11 de maig de 1937. Com a cap directe de la milícia va ser nomenat el general José Monasterio Ituarte, que al seu torn va comptar amb dos sotscaps i dos assessors polítics. Des del 24 d'abril de 1937 les milícies falangistes i carlistes ja es trobaven efectivament unificades. Durant la resta de la contesa la Milícia Nacional va tenir un paper relativament secundari.
Al final de la guerra, a l'agost de 1939 el general Agustín Muñoz Grandes va ser nomenat cap directe de la milícia —càrrec que va compaginar amb el de ministre-secretari general de FET y de las JONS. El final de les hostilitats va portar la desmobilització de nombrosos efectius militars del bàndol franquista, cosa que també va afectar les milícies del partit únic. El 2 de juliol de 1940 es va promulgar una llei que reorganitzava l'estructura de les milícies, quedant aquestes com una força de caràcter paramilitar i encarregades de la formació i adoctrinament de les joventuts abans del seu ingrés en les Forces armades; la llei venia a subratllar el control de l'Exèrcit sobre les milícies, que de fet van perdre tot el seu antic caràcter autònom i polític. Els seus oficials eren militars professionals.
En 1941 el general José Moscardó va ser nomenat cap de la Milícia Nacional. A més, un decret de juny de 1941 va substituir els anteriors assessors polítics per un Assessor nacional, que en aquest cas va recaure en Manuel de Mora-Figueroa —fet i fet, cap d'Estat major de la Milícia i sotssecretari general de FET i de les JONS.
Per ordres de José Luis Arrese, ministre-secretari general de FET y de las JONS, el 27 de juliol de 1944 la Milícia nacional va ser dissolta.
Poc després es crearia la Guàrdia de Franco com una sort de substitut de la Milícia Nacional.